# Victoria Embankment

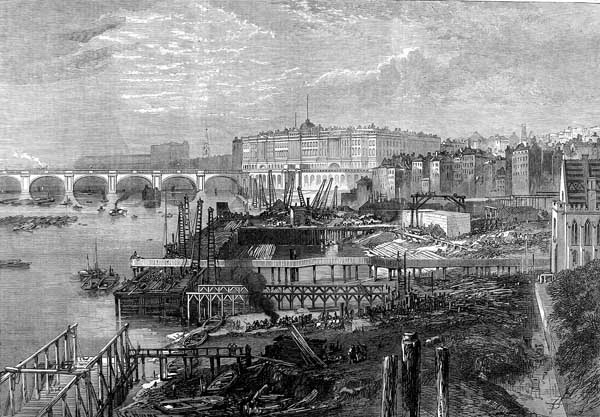
Obras de construção do Victoria Embankment em 1865.

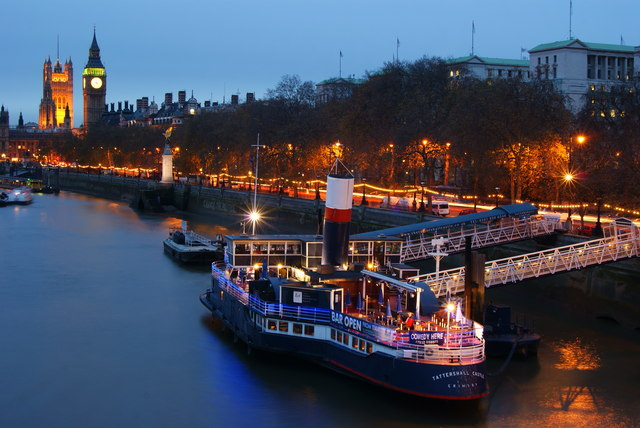
Fim do Victoria Embankment em Westminster e o PS Tattershall Castle em 2009.

O Victoria Embankment é um aterro que, juntamente com o Chelsea Embankment, integra o conjunto do Thames Embankment, na margem norte do rio Tamisa em Londres, ligando a City of Westminster com a City of London. 
Além de ser uma via importante para o tráfego rodoviário entre a "City of Westminster" e a "City of London", é conhecido por vários memoriais, como o Monumento à Batalha da Grã-Bretanha (inaugurado em 2005), pelos ancoradouros para navios que já não navegam, e pelos jardins públicos, incluindo os Jardins Victoria Embankment.
Inclui um túnel construído segundo o método "cortar e tapar" do Metropolitan District Railway, do Metropolitano de Londres, as estações de Westminster, Embankment, Charing Cross, Temple e Blackfriars, várias ruas, e dois jardins públicos, os Victoria Embankment Gardens, um dos quais fica atrás dos edifícios governamentais de Whitehall, e o outro segue a margem entre a Hungerford Bridge e a Waterloo Bridge.

## Obras
O projeto consistia na construção de um sistema de esgotos moderno para Londres colocado sob um aterro ao longo do rio, estreitando o rio nessa zona da cidade. Encomendada pelo Metropolitan Board of Works, a construção do aterro começou em 1865 e concluiu, já sob direção de Joseph Bazalgette, em 1870.
A construção do aterro fazia parte de um trabalho em três frentes, também destinado à construção do Albert Embankment, desde Lambeth, na Westminster Bridge até Vauxhall, e do Chelsea Embankment, de Millbank a Cadogan Pier, até Chelsea, perto da Battersea Bridge. A empresa que criou o trabalho foi a Thomas Brassey. O impulso inicial foi ditado pela necessidade de fornecer a Londres um sistema de esgoto moderno. Outra consideração importante foi aliviar o congestionamento nas ruas Strand e Fleet Street.